# طريف المطغري
طريف المطغري مؤسس إمارة برغواطة وينسب إليه بنو طريف أو البرغواطيون.

## مسيرته
صاحَب طريف ميسرة المطغري زعيم الخوارج الصفرية، في رحلته للشكوى للخليفة هشام بن عبد الملك في دمشق عن ما يحدث لهم من طرف ولاته، كان وزير هشام بن عبد الملك هو الأبرش الكلابي الذي منعهم من مقابلة الخليفة. فغضب الوفد مع ميسرة وعادوا إلى شمال أفريقيا وأعلنوا الثورة وتمردوا على بني أمية، وشنوا حملة ضد الفاتحين بعد أن لم يستجب لهم الأموييون. فشارك طريف في هذا التمرد بين سنوات 739-742م. وظهرت دعوة الخوارج الصفرية. وبايع ميسرة لنفسه بالخلافة، ثم ساءت سيرته، فنقم عليه البربر بسبب ما جاء به، فقتلوه وقدموا على أنفسهم خالد بن حميد الزناتي. فركن طريف إلى منطقة تامسنا سنة 744م، منذ ذلك الحين أصبحت برغواطة تشير إلى مجموع القبائل وأغلبها من مصمودة وزناتة التي انضوت تحت لواء القائد العائد وكان طريف مؤسس الدولة الفعلي بقدر ما اعتبر ابنه صالح بن طريف هو مؤسسها الروحي وصاحب ديانتها. بقي طريف على دين الإسلام كما أتى به الفاتحون ومات عليه، وتوفي حوالي سنة 760م.

## الجدل حول شخصية طريف
يرى فريق من المؤرخين المعاصرين منهم أحمد مختار العبادي ورجب محمد عبد الحليم وحسين مؤنس، أن طريف المطغري حليف ميسرة المطغري هو نفسه طريف بن مالك الذي عبر إلى الأندلس عام 91 هـ بأمر من موسى بن نصير. بينما يرى فريق آخر مثل السيد عبد العزيز سالم ومحمد عبد الحميد عيسى أن الشخصيتان مختلفتان. بل واختلف المؤرخون حول أصول طريف هذا، فمنهم من رأى أنه بربري الأصل وهو رأي رجب محمد عبد الحليم، ومنهم من رأى أنه عربي من النخع وهم بطن من مذحج كسعد زغلول عبد الحميد وحسين مؤنس وأحمد مختار العبادي والسيد عبد العزيز سالم ومحمد عبد الحميد عيسى، ورأى فريق ثالث أنه طريف بن شمعون بن إسحاق بن يعقوب وأنه يهودي من برباط إحدى مدن كورة شذونة بالأندلس، وأنه اعتنق الإسلام، وهو رأي محمد عبد الله عنان، ويعتقد أن لفظ برغواطة إنما جاء تحريفًا للقبه برباطي إلى برغواطي.
معظم المصادر العربية تكنيه أبا زرعة أما طريف بن ملوك فكنيته كانت أبو صالح، وقيل أبو صبيح. أما الروايات التي استند عليها المؤرخون للاستدلال على كون طريف بن ملوك هو نفسه طريف بن مالك، فكانتا روايتي البكري وابن عذاري، حيث نقل البكري على لسان زمور البرغواطي رسول برغواطة إلى قصر الخليفة الحكم المستنصر بالله عام 352 هـ، أن طريف من ولد شمعون بن يعقوب بن إسحاق، وهو الذي تنسب إليه جزيرة طريف، وأنه كان من أصحاب ميسرة المطغري، وأن البربر اختاروه خليفة لميسرة. ثم يقول في موضع آخر أنه من شذونة من وادي برباط بالأندلس. أما ابن عذاري فيذكر في البيان المغرب أن موسى بن نصير أرسل رجلاً من البربر اسمه طريف يكنى أبا زرعة على رأس الحملة، وأن الجزيرة سميت باسمه. ثم يذكر بأن طريف مؤسس برغواطة من نسل شمعون بن إسحاق. فيما رجح ابن الخطيب أنه من مصمودة، وفي موضع آخر قال «وقيل إسرائيلي الأصل، نشأ ببرباط في الأندلس.»